# Toma del Palacio de Justicia
La toma del Palacio de Justicia fue un asalto perpetrado en Bogotá, Colombia, el miércoles 6 de noviembre de 1985 por un comando de guerrilleros del Movimiento 19 de abril (M-19) al Palacio de Justicia ubicado en el costado norte de la plaza de Bolívar, frente a la sede del Congreso y a una cuadra de la Casa de Nariño, la residencia presidencial. El M-19 mantuvo a cerca de 350 rehenes entre magistrados, consejeros de Estado, servidores judiciales, empleados y visitantes del Palacio de Justicia. Dicha incursión fue seguida de la reacción de la Policía Nacional y el Ejército Nacional, rodeando el edificio e iniciando una operación de retoma del mismo que se extendió hasta el jueves 7 de noviembre de 1985.
Los hechos culminaron 28 horas después. dejando un saldo de 101 muertos, entre ellos 11 magistrados. 11 personas más también fueron consideradas como desaparecidas al no conocerse su paradero; número que se reduciría a 6 después de que la Fiscalía General de la Nación anunció en el 2000 que el cadáver de Ana Rosa Castiblanco, empleada de la cafetería que se encontraba desaparecida, fue hallado en una fosa común; el 17 de octubre de 2015 el Instituto de Medicina Legal anunció la identificación de los restos de Cristina del Pilar Guarín Cortés, Lucy Amparo Oviedo y Luz Mary Portela. En 2017 se anunció que la Fiscalía General de la Nación identificó plenamente los restos del magistrado auxiliar Emiro Sandoval.
Autores como el entonces ministro de gobierno Jaime Castro la califican como el acto de terrorismo político más grande que ha tenido Colombia en su historia. La toma y retoma han sido calificadas como una masacre por la Comisión Interamericana de Derechos Humanos (CIDH). De igual manera se ha catalogado como holocausto a los hechos ocurridos.
Por las investigaciones emprendidas por la Fiscalía General de la Nación desde 2005 sobre los civiles desaparecidos durante la retoma del Palacio por parte del Ejército Nacional y que salieron con vida del hecho quedando en custodia de la Fuerza Pública, fueron detenidos dos coroneles y el coronel (r) Luis Alfonso Plazas Vega. El coronel (r) Plazas Vega fue condenado en 2010 por la Fiscalía y liberado y declarado inocente el 16 de diciembre de 2015 por la Corte Suprema de Justicia. El general (r) Jesús Armando Arias Cabrales fue condenado a 35 años de prisión por la Corte Suprema de Justicia de Colombia en 2019. El coronel (r) Edilberto Sánchez Rubiano, el mayor (r) Óscar William Vásquez, y los capitanes (r) Luis Fernando Nieto Velandia, Antonio Rubay Jiménez Gómez y Ferney Ulmardín Causayá Peña fueron condenados a 40 años de prisión por el Tribunal Superior de Bogotá en 2021.

## Antecedentes y planificación

### Fin del cese al fuego y acontecimientos previos
El M-19 denunciaba que el Ejército Nacional hacía unos meses habían quebrantado un alto el fuego después de que, según ellos, el gobierno de Belisario Betancur incumpliera los Acuerdos de Corinto, Hobo y Medellín firmados el 24 de agosto de 1984. El presidente Belisario Betancur se había comprometido a lograr la paz con los grupos alzados en armas. En noviembre de 1983 se reunió en Madrid (España) con los comandantes del M-19, Iván Marino Ospina y Álvaro Fayad, que constituyó la primera vez que un presidente colombiano en ejercicio se reunía con guerrilleros alzados en armas. El comandante del Ejército Nacional, Miguel Vega Uribe y el ministro de defensa, General Fernando Landazábal (destituido en enero de 1984), mostraron sus desacuerdos. El presidente de la comisión de diálogo, Otto Morales Benítez, habló de “enemigos agazapados de la paz”.
Entre diciembre de 1984 y enero de 1985 se presentó la batalla de Yarumales en el marco de la Operación Garfio del Ejército Nacional, la más prolongada que ha ocurrido en territorio colombiano (la batalla de Palonegro en la guerra de los Mil Días, entre liberales y conservadores, duró dos semanas),donde el M-19 resistió el ataque al Campamento de la Libertad, logró defender y mantener su posición en Corinto (Cauca), bajo la dirección de Carlos Pizarro.
En 1985 se presentó la Campaña de pie Colombia por el M-19 ante el rompimiento de los acuerdos de Corinto que comprendió acciones urbanas y políticas en las principales ciudades. El 15 de marzo de 1985 se realizó la marcha de "Desagravio por la paz y la democracia" convocada por el M-19 en Bogotá; en abril se militarizan las ciudades en el aniversario del M-19, en mayo se realiza un atentado contra Antonio Navarro, en junio sucede la toma guerrillera de Génova (Quindío), La muerte de Iván Marino Ospina en agosto, en Cali, la masacre del Suroriente de Bogotá (por la cual en 1997, la Comisión Interamericana de Derechos Humanos (CIDH) determinó el asesinato extrajudicial de 11 personas: 10 militantes del M-19 y 1 civil), por la Fuerza Pública el 30 de septiembre de 1985 tras el robo de un camión de leche, en octubre de 1985 se presentó el atentado al general Rafael Samudio Molina, el asalto al Batallón Cisneros en Armenia y se registran enfrentamientos entre la Fuerza Pública y el M-19 en Bogotá, Quindío, Valle del Cauca y Cauca.

### Esquema de seguridad del Palacio de Justicia
El 20 de septiembre de 1985 se realizó una reunión entre funcionarios del gobierno y algunos magistrados de la Corte, entre los que asistió el presidente de la Corte Suprema de Justicia, Alfonso Reyes Echandía, con el fin de analizar las medidas de seguridad que se iban a tomar para resguardar a los cuatro magistrados de la sala constitucional de la Corte; Manuel Gaona Cruz, Carlos Medellín Forero, Ricardo Medina Moyano y Alfonso Patiño Roselli. Los cuatro magistrados tenían a su cargo el tema del tratado de extradición de colombianos por narcotráfico hacia Estados Unidos, y habían recibido amenazas de muerte por parte de miembros del cartel de Medellín y su jefe Pablo Escobar.
En este encuentro se determinó que la Policía Nacional hiciera un estudio de seguridad del Palacio, el cual se llevó a cabo entre el 28 de septiembre y el 15 de octubre de este año. Los resultados del mismo se presentaron en un consejo de gobierno el 17 de octubre. Dos días antes del asalto, la Policía Nacional retiró la vigilancia asignada al edificio, dejándola en manos de una empresa privada, aunque advirtió a los magistrados de la Corte Suprema de Justicia y del Consejo de Estado acerca de los planes del M-19. Un mensaje anónimo había anunciado la toma para el 17 de octubre de 1985, tal como quedará registrado en un documento del comando de las Fuerzas Militares, por lo que se tomaron medidas especiales de seguridad, retiradas el 1 de noviembre por presunta petición de Alfonso Reyes Echandía, presidente de la Corte Suprema. Por su parte, el coronel Pedro Herrera Miranda de la Policía dijo que había ordenado recortar la vigilancia del Palacio por orden del presidente de la Corte Suprema de Justicia, Alfonso Reyes Echandía, declaración que genera muchas dudas, primero porque el magistrado era de los más amenazados, y segundo porque no era función suya pedir el retiro de la vigilancia del Palacio, pues los presidentes de las cortes son solo voceros, y para poder sugerir el retiro de la fuerza pública tenía que haberse reunido con su homólogo del Consejo de Estado. Sin embargo, según las investigaciones judiciales recientes, desde agosto de 1985 los organismos de inteligencia colombianos tenían conocimiento del plan del M-19 de atacar el Palacio de Justicia, el Palacio de Nariño (la residencia presidencial) o el Capitolio Nacional (sede del Congreso).
Según la revista Semana el M-19 había decidido realizar la toma del Palacio de Justicia durante la visita del presidente francés François Mitterrand para darle dinamismo internacional, no obstante, el mismo 17 de octubre, fueron arrestados dos hombres en las inmediaciones del Palacio de Justicia haciendo planos del edificio. El Palacio de Justicia fue puesto bajo vigilancia militar hasta los primeros días de noviembre, en que la vigilancia fue retirada y sustituida por vigilantes de una empresa privada de seguridad. Días antes de la toma, se almacenaron en la cafetería del Palacio Justicia unos 1500 pollos, algo que después levantaría sospechas.

### Conocimiento del Estado
En la investigación adelantada por el Tribunal Especial de Instrucción creado por el decreto 3300 de 1985, se evidenció que los organismos de seguridad del Estado y medios de comunicación tenían un conocimiento previo sobre las acciones del grupo guerrillero del M-19 a las instalaciones donde se encontraba la sede de la Corte Suprema de Justicia y el Consejo de Estado. Se descubrió, que días antes de la toma del Palacio de Justicia, el organismo de seguridad del Estado realizó la captura de algunos integrantes del movimiento subversivo que poseían documentos relacionados con los planes de la toma. Adicionalmente se recibieron anónimos y advertencias sobre el peligro que estaba corriendo el poder judicial debido a la coyuntura política que vivía el país en aquel momento. Tanto fue así que algunos medios de comunicación publicaron esta información antes de que se produjera la catástrofe. Finalmente se contaba con un sinnúmero de antecedentes de amenazas a los magistrados de la Corte Suprema de Justicia, especialmente a los miembros de la Sala de Casación Penal y de la Sala Constitucional.

### Amenazas de Los Extraditables
Los miembros del Cartel de Medellín al mando de Pablo Escobar y otros narcotraficantes se asociaron para evitar la aprobación del tratado de extradición a Estados Unidos, la cual estaba siendo evaluada por la Corte Suprema de Justicia. El grupo de narcotraficantes se hizo llamar «Los Extraditables».
Las amenazas las hicieron entre principios y mediados de septiembre de 1985 para coaccionar o intimidar a los Magistrados y sus familiares entre los que estaba Patiño, para tratar de cambiar sus tesis y sus votos. Además de Patiño, los magistrados Ricardo Medina Moyano y Manuel Gaona Cruz informaron a las autoridades de las amenazas el 30 de octubre de 1985. Patiño alcanzó a recibir tres cartas y dos cintas de audio que recibió por correo. Parte de su declaración detallaba:

«...Efectivamente, en los últimos meses a partir de los primeros (sic) de septiembre me han llegado escritos que según los mismos provienen de Los Extraditables, en los cuales se me plantea la alternativa de apoyar las demandas (tres) que cursan en la Corte Suprema contra la Ley 27 de 1980, por medio de la cual se aprueba el Tratado de Extradición entre la República de Colombia y los Estados Unidos de América, suscrito el 14 de septiembre de 1979 o ser asesinado (o secuestrado, según ellos)».

Uno de los mensajes que recibió leía:

«Nuestra causa. Por eso no aceptamos renuncia, no aceptamos licencias, no aceptamos enfermedades ficticias, no aceptamos vacaciones sospechosas y apresuradas. Cualquier posición asumida en contra nuestra, la tomaremos como un reto y como una aceptación a nuestra declaración de guerra... desde la cárcel ordenaremos tu ejecución y fumigaremos con sangre y con plomo tus más preciados miembros de familia... si el Tratado de Extradición no cae derrumbaremos la estructura jurídica de la nación... no estamos jugando, atacamos de sorpresa».
Los extraditables.

Según versión entregada a la Comisión de la Verdad por Jhon Jairo Velásquez alias ‘Popeye’ del Cartel del Medellín y de Carlos Castaño, supuestamente Pablo Escobar había financiado la toma con 2 millones de dólares. Debido a que previamente se hicieron supuestos acuerdos de paz entre Iván Marino Ospina (Comandante del M-19, abatido en Cali antes de la Toma del Palacio) y Pablo Escobar, debido a la guerra entre ambos grupos iniciada por el secuestro de Marta Nieves Ochoa (hermana de los Ochoa) y el surgimiento del Muerte a Secuestradores (MAS) en 1981. Sin embargo antiguos miembros de la guerrilla niegan cualquier participación por parte de los narcos. En 2020 ante la Comisión de la Verdad exmilitantes del M-19 como Otty Patiño y Vera Grabe reconocieron que la toma fue una decisión errada pero que de ninguna manera fue financiada por Escobar, ya que fue un operativo con objetivos políticos, de acuerdo al contexto político y militar (la Campaña de pie Colombia por el M-19), la situación financiera del grupo, la falta de armamento pesado en la toma y a la guerra con el Muerte a Secuestradores (MAS) y el Cartel de Medellín. La existencia de copias de las solicitudes de extradición en la cancillería y la embajada americana, y de copias de procesos en otros despachos judiciales, desvirtúa que la quema de expedientes fuera la razón de la operación guerrillera. Además los magistrados también llevaban procesos judiciales y condenas contra miembros de las Fuerzas Militares. Cerca de 6000 expedientes se quemaron en la toma. El M-19 no tenía armas antitanque y no llegaron los explosivos según versión de Jaime Castro, entonces ministro de Gobierno. Carlos Lehder para entonces miembro del Cartel de Medellín negó en 2024 la financiación y participación del cartel en la toma.

### Planeación de toma por el M-19
La toma al Palacio de Justicia fue ideada y planeada por los miembros del M-19: el guerrillero Luis Otero Cifuentes, y el comandante en jefe Álvaro Fayad fue el encargado de aprobar el plan. Otero ya había planeado otras operaciones del M-19, como el robo de la espada de Bolívar, el asalto al Cantón Norte y la toma de la embajada de la República Dominicana, hechos por los cuales fue enjuiciado en un Consejo Verbal de Guerra, pero tras una amnistía salió de la cárcel. Si bien la operación tuvo que ser abortada debido a la alerta de las autoridades sobre el plan, rompiendo una norma del grupo de jamás retomar un plan cancelado se decidió retomar la operación ya que tanto el plan de Fayad como, principalmente, de Otero era obligar al presidente Betancur a presentarse a un juicio aprovechando la ventaja del edificio, similar a una fortaleza, además de su valor simbólico como sede la justicia colombiana e igualmente aprovechando la relación de algunos de los cuadros negociadores del M-19 con los magistrados que, tiempo atrás, habían sido sus docentes de Derecho.

- Escuadra número 3: Al mando de Pacho, Bernardo. Su misión es garantizar el asalto de la escalera interior a la Biblioteca y copar el flanco Norte del primer piso. Estará conformada por: Pacho, Bernardo, Ismael, Esteban. Medios: 1 Carabina Uzi, 2 Fusiles, 1 M3. 2 Granadas.
- Escuadra número 4, (de apoyo): Aldo, Leonor, Roque, Natalia, Marina, Pilar. Medios: cortos, 3 granadas. Asalto al 3.º y 4.º pisos. El 2.º pelotón estará al mando de Jaime y compuesto por unidades.
- Escuadra número 1: Lucho, Adán, Iris (Eduardo), Iris (Antonio), Fabio Camacho Patricia, Michel, Paula, Betty.
- Escuadra número 2: Andrés, César, N.N. Esteban, Orlando, Juan, Jorge, Claudia, Profe, Mono. Medios: 14 Fusiles, 1 Matzen, 1 Carabina Uzi, 10 Granadas.

CORTOS
La escuadra número 1 entrará por la escalera principal del flanco sur y la
escuadra número 2 por la escalera principal del flanco norte. La primera al
cuarto piso y la segunda al tercer piso. Cada una dejará un hombre en el 2.º
piso.
Nota
1. . LA VANGUARDIA: Chucho y tres más. Dos (Nohora y Pedro) que tendrán vehículo
de retaguardia donde va, además, Rafael.
2. . EL GRUESO: En el camión, los medios ingenieros. explosivos, intendencia y
la escuadra número 1 del pelotón 2 (Mando: Lucho).
3. . RETAGUARDIA: Pacho más 3. Más Nohora, Pedro Rafael y la escuadra número 2
del pelotón (Mando: de César).

1.ª LÍNEA DE DEFENSA
- Sótano: Chucho, Andrés, William, Marcela, Pedro.
- Flanco Norte: Pacho, Roque, Bernardo, Estéban, Mono.
- Flanco Oriental: Lázaro, Fabio, Natalia, Diana, Juan.

Apartes de documentos del plan de asalto al Palacio de Justicia encontrados durante un allanamiento a miembros del M-19.

## 6 de noviembre

### Momentos previos
Un presunto testigo, exagente de inteligencia, llamado Ricardo Gámez, dijo que días antes de la toma del Palacio de Justicia, todo el personal de Inteligencia fue acuartelado bajo la advertencia de que algo iba a ocurrir y ya se había montado un comando operativo en la Casa del Florero. A las 5:30 AM (UTC-5) horas antes de la toma, él y varios agentes de inteligencia fueron ubicados en la carrera séptima cerca del parque Santander, a la espera de lo que podría pasar. Dijo además que la operación estaba siendo coordinada desde la Casa del Florero, a pocos metros del Palacio de Justicia.
Las unidades del Ejército Nacional que intervendrían en las horas siguientes estaban conformadas por la XIII Brigada, comandada por el general Jesús Armando Arias Cabrales. Entre sus subordinados estaba el Jefe del Estado Mayor de la Brigada XIII (B-5), el coronel Luis Carlos Sadovnik. En orden descendente seguían las unidades B-1, B-2, B-3 y B-4. El coronel Edilberto Sánchez estaba al mando de la B-2.
A las 11:00 AM (UTC-5), siete guerrilleros del M-19 ingresaron armados y vestidos de civil al Palacio de Justicia, aprovechando la poca vigilancia. El grupo era liderado por Alfonso Jacquin, también iba la guerrillera Irma Franco. Una vez dentro asumieron posiciones en el edificio; dos en la secretaría del Consejo de Estado, dos en la secretaría de la Sección Tercera del Consejo de Estado, dos en la cafetería y una mujer en el tercer piso.
Jacquin hizo una llamada telefónica desde el tercer piso a Luis Otero, que se encontraba en una casa en el barrio Calvo Sur de Bogotá, en la dirección calle 6a Sur n.º 8 -42 avisándole que ya estaba dentro y podía proceder. Desde la casa, Otero y otros 27 guerrilleros más se desplazaron en tres vehículos hacia el edificio del Palacio de Justicia.
A las 11:30 de la mañana, la Sala Constitucional estaba en sesión, el magistrado Gaona Cruz leía su ponencia sobre una de las demandas contra el tratado de extradición con los Estados Unidos de América. En la misma sala estaban los magistrados Alfonso Patiño Roselli, presidente de la Sala; Manuel Gaona Cruz, Carlos Medellín Forero y Ricardo Medina Moyano, además del secretario Ricardo Correal Murillo. En los despachos estaban los magistrados Fabio Calderón Botero, Alfonso Reyes Echandía, Pedro Elías Serrano Abadía y Darío Velásquez Gaviria. En la Sala Laboral se encontraban los magistrados Fanny González Franco, José Eduardo Gnecco Correa y Nemesio Camacho Rodríguez. En otro sector de la Sala Penal estaban los magistrados auxiliares Emiro Sandoval Huertas y Julio César Andrade, y siete auxiliares judiciales: María Janeth Rozo, Isabel Méndez de Herrera, María T. Muñoz de Jiménez, María Cristina Herrera Obando, Beatriz Moscoso de Cediel, Libia Rincón Mora y Nury Gutiérrez de Piñeres de Soto. De los despachos de los magistrados de la Sala Constitucional estaban las secretarias Lyda Mondol de Palacios, Ruth Zuluaga de Correa y Rosalía Romero de Díaz. De la Sala Laboral se encontraban en ese piso el magistrado auxiliar Jorge Alberto Correa Echeverri y los secretarios de los despacho Hermógenes Cortés Nomelín, Cecilia Concha Arboleda y Ana Lucía Bermúdez de Sánchez.
En el primer piso estaban la mayoría de empleados del Consejo de Estado y de la Corte Suprema de Justicia. Se encontraban el administrador de la cafetería, Carlos Augusto Rodríguez Vera, la cajera Cristina del Pilar Guarín, los meseros Héctor Jaime Beltrán y Bernardo Beltrán, la empleada Gloria Estela Lizarazo, el chef David Suspes y la empleada Luz Mary Portela. También se encontraban visitando o para citas la contratista Norma Constanza Esguerra y Gloria Anzola de Lanao. Lucy Amparo Oviedo esperaba entrevistarse con el magistrado Alfonso Reyes Echandía.

### Operación Antonio Nariño por los Derechos del Hombre
Para los guerrilleros del M-19, se trataba de la «Operación Antonio Nariño por los Derechos del Hombre». La toma comenzó a las 11:30 a. m. (UTC-5) del 6 de noviembre de 1985, cuando 28 guerrilleros del «Comando Iván Marino Ospina», al mando de Luis Otero y Andrés Almarales, ingresaron fuertemente armados al edificio vestidos de civil. Pocos minutos después empezaron a gritar consignas y a hacer disparos. Un camión reventó el separador metálico de la portería del parqueadero que da frente a la carrera octava, seguido por dos vehículos que conducían personas vestidas con camuflados de las fuerzas militares colombianas y armadas con rifles. Ingresaron por la puerta del sótano del costado occidental (entrada al estacionamiento del Palacio de Justicia), mientras que un grupo de guerrilleros se atrincheró en el primer piso y la puerta principal. Los primeros en morir fueron Eulogio Blanco y Gerardo Díaz Arbeláez, vigilantes de la firma Cobasec Ltda., contratista para labores de vigilancia del Palacio de Justicia. Blanco y Arbeláez no lograron utilizar sus revólveres.
Durante el ingreso de los guerrilleros, un agente de policía resultó herido. En cerca de media hora los guerrilleros tomaron el control total del edificio, mientras a las afueras se agolparon refuerzos de la Policía Nacional y el Ejército Nacional. Fueron ubicados en las terrazas de algunos edificios vecinos, como la Catedral Primada, el Palacio Liévano y la Casa del Florero, con la intención de recuperar el Palacio.

### «No negociar» o «vacío de poder»

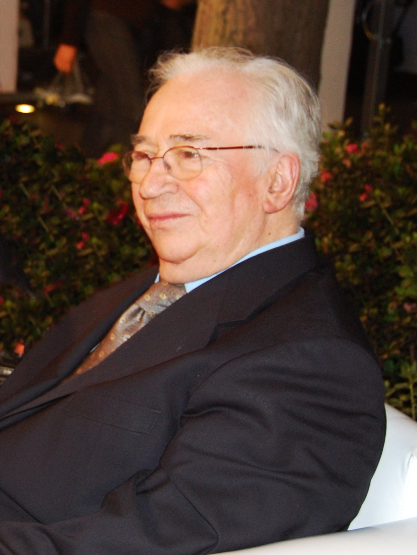
Belisario Betancur, Presidente de Colombia en el momento de los hechos.

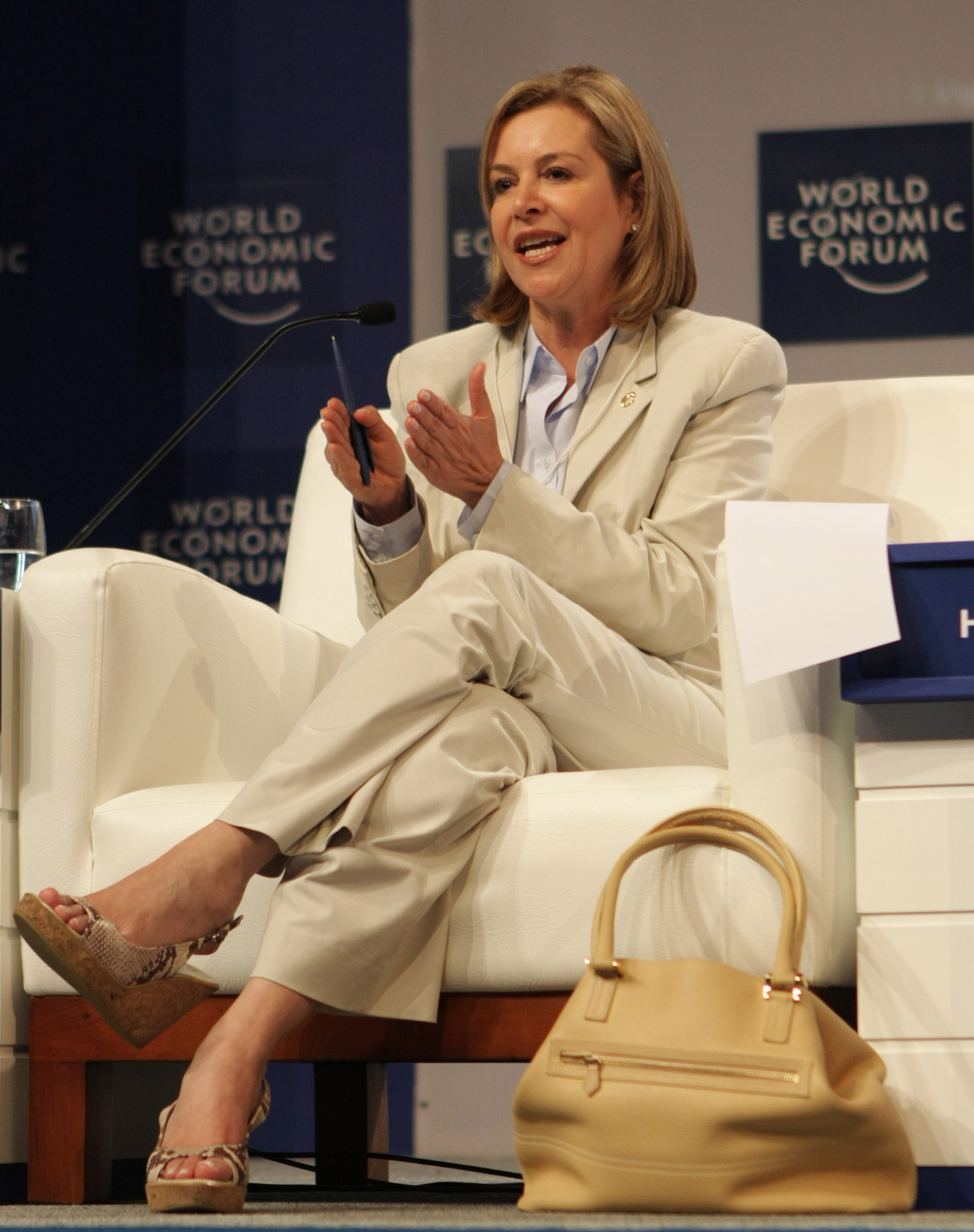
Noemí Sanín, ministra de Comunicaciones en 1985.

El M-19 había hecho las peticiones de rigor publicación de las actas de la Comisión de Verificación, de los documentos del FMI, entre otros documentos, pero la principal exigencia del M-19, sin embargo, era la de obligar al presidente Betancur a presentarse al Palacio de Justicia para hacerle un juicio público, presidido por la Corte Suprema de Justicia, teniendo como fiscal a todo el pueblo colombiano, el cual formularía sus denuncias a través de la radio. Algo que para el gobierno resultó descabellado.
El gobierno del presidente Betancur decidió no negociar debido a que las circunstancias políticas no daban para una negociación al momento de la toma. Betancur era acusado por algunos sectores de la opinión pública de haberle entregado el país a la guerrilla, el M-19 había roto la tregua y culpaban al gobierno, además de haber realizado un atentado contra el Comandante del Ejército Nacional. Según la revista Semana, «el país estaba sumido en un ambiente de desestabilización institucional con una percepción de un vacío de autoridad». Varios analistas consideraban que si Betancur accedía a las peticiones de los guerrilleros, el gobierno quedaría mal ante la opinión pública nacional e internacional.
La entonces ministra de Comunicaciones, Noemí Sanín, ordenó transmitir por televisión un partido de fútbol entre Millonarios y Unión Magdalena en vez de presentar la situación del Palacio durante parte de la crisis. Según algunas fuentes, no estaba permitido transmitir la operación de la retoma al Palacio de Justicia. Las estaciones de radio y algunos noticieros continuaron transmitiendo la información en directo, sin embargo, nuevamente la ministra volvió a dar la orden de impedir que se siguiera transmitiendo por radio lo que estaba sucediendo.

### Retoma: Operación Rastrillo o «Plan Tricolor 83»

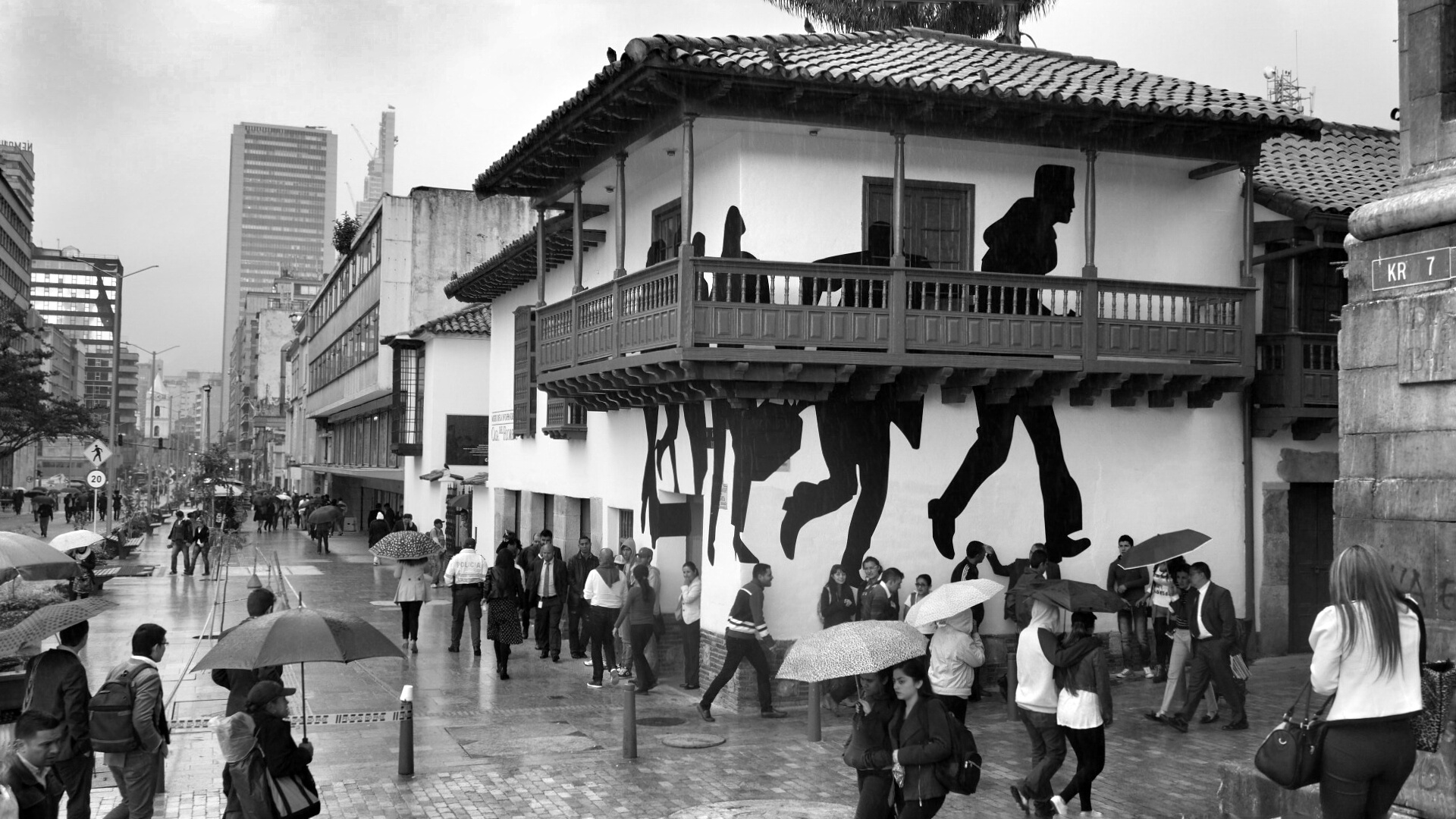
La Casa Museo del 20 de julio fue utilizada por el General Edilberto Sánchez, jefe del B-2, para coordinar operaciones de retoma del Palacio de Justicia. Además el Museo fue el lugar a donde el ejército llevó muchos de los sobrevivientes de la toma, muchos de ellos nunca llegaron a sus casas. Las siluetas sobre los muros del Museo aluden a fotografías que muestran a personal escapando del Palacio de Justicia en el momento de la toma.

Momentos después de la toma, las Fuerzas Militares de Colombia iniciaron el operativo de retoma. El jefe del Estado Mayor de la XIII Brigada, el coronel Luis Carlos Sadovnik activó el Plan de Defensa Nacional «Tricolor 83» y el Centro de Operaciones de la Brigada (COB), los primeros en llegar a las inmediaciones del Palacio de Justicia fueron algunos miembros del Batallón Guardia Presidencial que prestaban servicio al presidente en la contigua sede del gobierno colombiano, la Casa de Nariño.
Después del mediodía, llegaron los primeros vehículos blindados EE-09 Cascavel y Urutú, que fueron ubicados alrededor del Palacio, sobre la plaza de Bolívar y las carreras Séptima y Octava. El presidente Belisario Betancur fue informado del hecho.
A la 13:00 (UTC-5), los guerrilleros le dijeron al magistrado Alfonso Reyes Echandía, mantenido como rehén, que nada le iba a suceder y que lo requerían para negociar. Los guerrilleros del M-19 se refugiaron en el cuarto piso junto a algunos rehenes, realizaron llamadas telefónicas al Palacio de Nariño, sede presidencial, y a varios medios de comunicación, para hacer conocer sus exigencias. El M-19 exigía la publicación en los diarios y la difusión en las cadenas radiales de una proclama; pidieron la creación en una cadena radial de un espacio diario para la expresión de la oposición y la presencia del Presidente de la República o su apoderado ante la Corte Suprema de Justicia, para efectos de hacerle un juicio político.
Minutos más tarde, un grupo de soldados del Batallón Guardia Presidencial entró al Palacio para sacar los cadáveres de dos vigilantes, mientras un oficial y un suboficial recuperaban la ametralladora del vehículo blindado Urutú. A las 13:30 (UTC-5), los primeros vehículos blindados ingresaron por el sótano. A las 13:40, el comandante guerrillero del M-19 Luis Otero se comunicó con algunos medios de comunicación para confirmar la autoría y el nombre de la toma.
A las 13:55 (UTC-5), un vehículo blindado EE-09 Cascavel rompió la puerta principal del Palacio. A las 14:00, dos helicópteros dejaron en la azotea del edificio a un grupo de policías del Comando de Operaciones Especiales de la policía, que también ingresó al Palacio. Otro de los vehículos blindados Urutú trató de irrumpir en una de las puertas del recinto para rescatar el cadáver del subteniente de la Policía José Fonseca Villada, asesinado por los guerrilleros al comienzo de la toma, pero debido a la estrechez de ésta, perdió la metralleta y, por el tiroteo con los guerrilleros del M-19, debió ser retirado. Dos vehículos blindados ingresaron por la puerta principal y obligaron a los guerrilleros y rehenes a subir a los pisos superiores, mientras que en la parte posterior del Palacio de Justicia se inició un incendio. Los combates se intensificaron en el sótano, mientras los subversivos se desplazaban a los pisos superiores.
Quince minutos después fueron liberados algunos rehenes, trasladados a la Casa del Florero para su identificación, a excepción de los heridos que fueron llevados a clínicas y hospitales. Luego, a las 14:25, un tercer vehículo blindado ingresaba a la edificación, con soldados del Batallón Guardia Presidencial y de la Escuela de Artillería, mientras hombres del Grupo Operativo Antiextorsión y Secuestro (GOAS) de la policía Nacional llegaban por la azotea.
A las 15:00 el presidente Betancur pidió ayuda y consejo a algunos expresidentes, candidatos a la Presidencia y congresistas, estos primeros concordaban en que era mejor negociar en lugar de retomar el Palacio. Cinco minutos después, Álvaro Villegas Moreno, presidente del Congreso, hablaba por teléfono con Reyes Echandía y el magistrado Pedro Elías Serrano, quienes le solicitaron pedirle a Betancur el cese al fuego. En una segunda conversación, Reyes Echandía le dijo que se encuentra en el cuarto piso con los guerrilleros, dato confirmado por uno de los subversivos que le quitó el teléfono y quien comunicó que, de no llegarse a un cese al fuego, nadie iba a salir vivo. A las 15:15 Villegas le llevó el mensaje a Betancur, quien respondió que no iba a negociar y que no había logrado comunicarse con Reyes.
A las 16:10, les ordenaron a los soldados que ingresaron por la puerta, buscar rehenes para ayudarles a salir. Varios estruendos se escucharon desde el sótano y los primeros pisos, lo que llenó de humo el edificio. Reyes Echandía seguía pidiendo el cese al fuego, secundado por otros magistrados a través de la radio. A las 16:50, la Cámara de Representantes repudiaba la toma y se declaraba en sesión permanente.
A las 17:10, Reyes Echandía logró comunicarse con el general Víctor Delgado Mallarino, director general de la Policía Nacional y amigo suyo. Reyes le pidió que cesaran el fuego porque de no hacerlo todos iban a morir, a lo que Delgado respondió diciéndole que estaba haciendo lo posible por rescatarlos y que necesitaba comunicarles a los del M-19 que el gobierno no iba a negociar. Otero y Delgado hablaron. A las 17:30, el general Jesús Armando Arias Cabrales, comandante del Ejército Nacional, toma el mando de la operación de rescate.

«Por favor, que cese el fuego inmediatamente... es de vida o muerte».
Voz telefónica de Alfonso Reyes Echandía, estando como rehén.

Alfonso Jacquin: «Les habla Alfonso Jacquin, segundo al mando de este operativo. El presidente de la República no le ha pasado al teléfono al presidente de la Corte y se va a morir, porque el presidente de la República, ni siquiera con su poder jurisdiccional. Es increíble que el M-19 no es el que se ha tomado el Palacio de Justicia, se lo tomó [sic] los tanques del Ejército... [disparos, explosiones y gritos]...es lo increíble, el Ejército entró con sus tanques y están sonando los tiros; cuando entren en este piso nos morimos todos, sépalo».

Paladín 6: «R. Entiendo que no han llegado los de la Cruz Roja. Por consiguiente estamos con toda la libertad de acción y jugando contra el tiempo. Por favor apurar, apurar a consolidar, y acabar con todo...»

Un incendio en el cuarto piso, cuyo origen no se ha esclarecido después de 20 años, comenzó a las 17:45, donde se encontraban guerrilleros, magistrados y civiles que debieron bajar al tercero. Media hora más tarde, un helicóptero logró evacuar a algunos policías del Copes y el GOAS heridos. Reyes Echandía se comunicó de nuevo con Villegas a las 19:15 y le reiteró que los iban a matar si no terminaban las hostilidades. Con el paso de las horas, el incendio tomaba fuerza mientras los subversivos retenían a algunos rehenes que trataban de escapar del fuego y los llevaban a los baños del segundo y, luego, del tercer piso. Sesenta personas permanecieron desde la noche del 6 de noviembre hasta el final de la toma en dichos baños.
Una grabación que data de aproximadamente la misma hora, los comandantes del Ejército Nacional comentaban:

- Arcano 6: «...de todas maneras aquí vamos a intentar controlar este sector que nos ha dado molida en el 4.º piso. Ya inclusive disparamos un ambrus (posible cohete o mortero), desafortunadamente parece que no operó, pero seguimos acá».
- Paladín 6: «Dígame cómo sigue la situación».
- Arcano 6: «En atención a la situación de incendio de proporciones mayúsculas, entonces fue necesario evacuar, se mantiene un dispositivo en la parte externa...».
- Paladín 6: «La situación aquí se enfrió. Que haya acción, que haya ruido. Que si necesita más munición le coloca toda la que necesite...».
- Coraje 6: «¿Cómo me decía Paladín que algunos magistrados informan que mataron a Reyes Echandía? ¿Cómo sería la muerte de él?».
- Arcano 6: «R. De los que evacuamos, que presumíamos se trataba de personal magistrados por la vestimenta, se verificó había cinco magistrados y de ellos informaron al comandante de DEBOG (Policía de Bogotá), le informaron que desafortunadamente los bandidos lo habían asesinado, pero no hemos encontrado su cadáver. Cambio».
- "Coraje 6: «Y el asesinato, ¿cuándo fue? Cambio».
- "Arcano 6:«R. No tuve la información porque los evacuaron inmediatamente para darles servicio médico en el Hospital Militar. Cambio».

Una nueva explosión se oyó en el cuarto piso a las 21:30. Las personas que se hallaban allí gritaron pidiendo el cese al fuego y la presencia de la Cruz Roja. Quince minutos más tarde, los bomberos llegaban para tratar de sofocar las llamas, pero sus esfuerzos resultaron inútiles mientras el palacio era consumido. Desde adentro, los del ejército y los magistrados intentaban apagar el incendio con mangueras de emergencia. Cerca de las 22:00 los bomberos conseguían rescatar a algunas personas que se hallaban en la azotea, mientras los combates dentro del edificio se hacían más fuertes. Media hora después, algunos rehenes escondidos en las oficinas eran rescatados por el Ejército hasta el primer piso. Ellos y dos empleadas del aseo, rescatadas de la azotea por los bomberos, fueron llevados a la Casa del Florero.
En otra grabación, el general Vega Uribe discute con el general Samudio sobre el destino del comandante guerrillero Andrés Almarales:
- Coraje 6 : «Sí, a ver que dentro de los que salen retenidos, no se nos vayan a mezclar. Cambio».
- "Paladín 6 : «R. Sí, porque inclusive tenemos información de que Otero se nos salió con la cédula de muerto, pero, pero, pero bueno... y Almarales está vivo y que lo llevaron a una unidad de P.M....».

Plazas Vega tuvo una corta entrevista esa misma noche:

- Plazas: «Hemos tenido algunas bajas, pero la gran mayoría de las bajas son de ellos y sobre todo hemos rescatado la casi totalidad, yo creo que la totalidad de los rehenes que se encontraban vivos».
- Periodista: «Y la decisión que hay en este momento por parte de las fuerzas regulares, ¿cuál es?»
- Plazas: «Mantener la democracia, maestro, aquí no van ellos a asustarnos ni a atentar contra ninguno de los poderes... contra ninguna de las ramas del poder público, en este momento esto es un atentado contra la rama jurisdiccional y eso hay que dejarlo muy claro: que el Ejército está en condiciones de mantener todas las ramas del poder público funcionando porque esto es una democracia y para eso estamos, para hacerla respetar».
- Periodista: «¿Y la decisión es darlos de baja a los guerrilleros?»
- Plazas: «Si a mí me disparan yo contesto el fuego, yo entré con mis carros, me recibieron a fuego y disparé, no sé, ¿qué haría usted?»
- Periodista 2: «Pero el Presidente de la Corte, el doctor Reyes Echandía--»
- Plazas: «No sé, yo no sé quién esté adentro, o quién esté afuera, yo sé que salieron varios magistrados, no sé si tal vez esté adentro de ellos»...

## 7 de noviembre

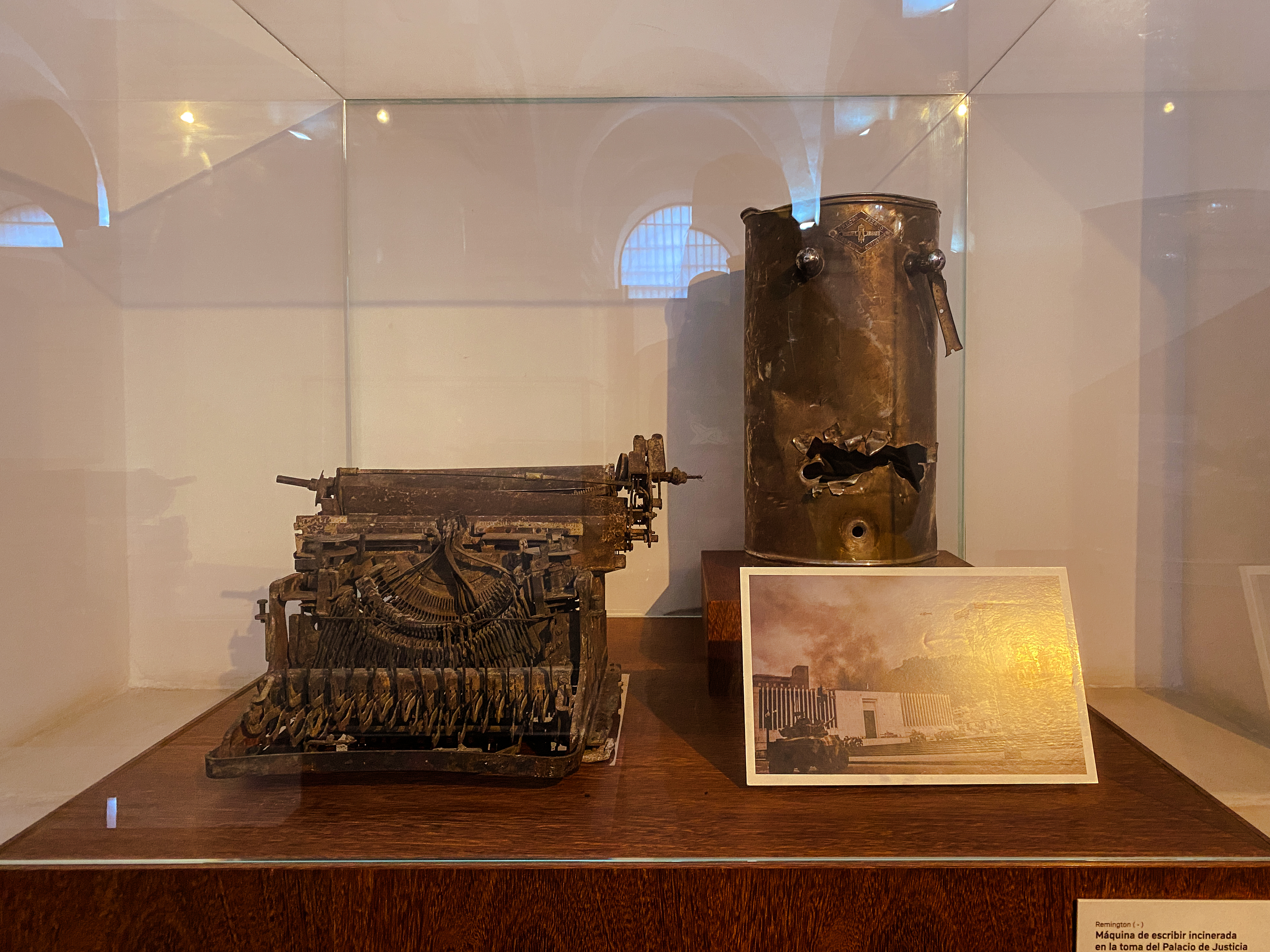
Máquina de escribir y máquina de café incineradas, rescatadas de los escombros del palacio. Museo Nacional de Colombia.

A las 7:00 AM (UTC-5) Betancur aceptó dialogar con los subversivos y ordenó al director de la Policía Nacional Carlos Martínez Sáenz darles el mensaje, Reyes Echandía había logrado comunicarse con Martínez y este afirmó haber dado la orden de cese al fuego, pero argumentando problemas de comunicación la orden no se había cumplido. A la 1:30 PM (UTC-5) del 7 de noviembre y a los empleados Carlos Augusto Rodríguez, administrador de la cafetería del Palacio, y Cristina del Pilar Guarín, cajera de la cafetería, aparentemente son captados con vida por un vídeo. Al parecer, los dos fueron llevados a la Casa del Florero, a pocos metros del lugar, pero nunca más se supo de ellos. La orden de Almarales era que los heridos salieran del baño donde estaban sitiados y que salieran algunos guerrilleros, entre ellos Irma Franco y Clara Elena Enciso.
El consejero de Estado Reynaldo Arciniegas fue liberado por los guerrilleros del M-19, para llevar un mensaje al presidente Betancur y permita el ingreso de la Cruz Roja y se comience a negociar sin saber que la orden de cese al fuego no fue cumplida ni dada y al rato sucede una explosión dentro de los baños. Vega Uribe anuncia que la toma y retoma del Palacio había terminado.
Una vez terminada la retoma, periodistas documentaron cómo había quedado el Palacio mientras que soldados, policías y miembros de la Defensa Civil sacaban los cadáveres, los cuales fueron llevados por los castrenses sin que el Instituto de Medicina Legal (órgano estatal autorizado para el levantamiento de cadáveres) pudiese tener participación. En el baño se dejaron prendas y se sacaron cadáveres calcinados imposibles de identificar. Esa noche Betancur se dirigió a los colombianos asumiendo su responsabilidad:

Esa inmensa responsabilidad la asumió el presidente de la República, que para bien o para mal suyo, estuvo personalmente tomando las decisiones, dando personalmente las órdenes respectivas, tomando el control absoluto de la situación, de manera que lo que se hizo para encontrar una salida dentro de la ley fue por cuenta suya, por cuenta del Presidente de la República...
Belisario Betancur en su alocución presidencial.

Se han desclasificado documentos de la Embajada de Estados Unidos y de su gobierno para determinar el apoyo del mismo a las Fuerzas Militares. La Jurisdicción Especial para la Paz (JEP) ordenó al gobierno colombiano interceder ante el gobierno estadounidense en la desclasificación de sus archivos.

## Víctimas
El 9 de noviembre a las 5:00 p. m. (UTC-5), el Juzgado 78 de Instrucción Penal Militar (oficio N.º 1324) ordenó llevar 98 cadáveres a una fosa común del Cementerio del Sur de Bogotá.

### Magistrados asesinados
De acuerdo con una versión del expresidente de la Corte Suprema de Justicia, Jorge Aníbal Gómez, integrante de la Comisión de la Verdad, los magistrados habrían muerto de la siguiente manera:
1. Alfonso Reyes Echandía. Presidente de la Corte Suprema de Justicia. Las autoridades le encontraron una bala, proveniente del Ejército Nacional, que le destrozó el tórax.[81][82]
2. Fabio Calderón Botero.
3. Pedro Elías Serrano Abadía.
4. Darío Velásquez Gaviria.
5. José Eduardo Gnecco Correa.
6. Ricardo Medina Moyano.
7. Alfonso Patiño Roselli.
8. Carlos Medellín Forero.
9. Fanny González Franco. Fue la primera mujer magistrada de la Corte Suprema de Justicia.
10. Manuel Gaona Cruz.
11. Horacio Montoya Gil. Murió por la explosión de una granada de fragmentación mientras ayudaba al magistrado Humberto Murcia Ballén.

### Magistrados sobrevivientes
1. José Antonio Salazar Cruz.
2. Hernando Tapias Rocha.
3. Humberto Murcia Ballén.
4. Juan Francisco Hernández Sáenz.
5. Nicolás Pájaro Peñaranda. Oriundo de Cartagena.
6. Carlos Betancur Jaramillo. Medellinense, presidente del Consejo de Estado.
7. Antonio José Arciniegas Arciniegas.
8. Enrique Low Murtra[83][84][85][86][87][88][89]

### Servidores públicos asesinados
1. Lizandro Juan Romero Barrios. Magistrado auxiliar del Consejo de Estado
2. Carlos Horacio Urán Rojas. Magistrado Auxiliar del Consejo de Estado. Su cadáver fue hallado en la morgue de Bogotá junto a los cuerpos de otras personas que murieron durante la retoma. En el informe de la Comisión de la Verdad está consignado que Urán murió de un tiro de gracia de un arma calibre 9 mm y el cadáver fue lavado antes de ser hallado en la morgue de Medicina Legal. En 2007 se reveló un vídeo en el que se muestra a Urán saliendo vivo del palacio, además la billetera y otros efectos personales de Urán aparecieron en una bóveda secreta del Cantón Norte del Ejército, en Bogotá. La billetera estaba perforada por un disparo y, según la versión que en ese momento le dieron a la Fiscalía familiares, el magistrado auxiliar solía llevarla en su saco, por lo que familiares presumen una ejecución.[90] En 2023, se realizó una demanda en Estados Unidos por su caso.[91]
3. Luz Estella Bernal Marín. Abogada asistente del Consejo de Estado
4. Emiro Sandoval Huertas. Magistrado auxiliar del Presidente de la Corte Suprema de Justicia, magistrado Alfonso Reyes Echandía.
5. María Teresa Muñoz de Jiménez. Auxiliar de magistrado de la Corte
6. Hermógenes Cortés Nomelín. Auxiliar de magistrado de la Corte.
7. Isabel Méndez de Herrera. Auxiliar de magistrado de la Corte.
8. Cecilia Concha Arboleda. Auxiliar de magistrado de la Corte.
9. María Cristina Herrera Obando. Auxiliar de magistrado de la Corte.
10. María Lida Mondol de Palacios. Auxiliar de magistrado de la Corte.
11. Rosalba Romero de Díaz. Auxiliar de magistrado de la Corte.
12. María Janeth Rozo. Auxiliar del Presidente de la Corte.
13. Ruth Mariela Zuluaga de Correa. Auxiliar de magistrado de la Corte.
14. Ana Beatriz Moscoso de Cediel. Auxiliar de magistrado de la Corte.
15. Libia Rincón Mora. Auxiliar de magistrado de la Corte.
16. Nury Gutiérrez de Piñeres. Barranquillera, auxiliar del magistrado Dante Fiorillo.
17. Aura María Nieto de Navarrete. Auxiliar Consejo de Estado.
18. Blanca Inés Ramírez de Angulo. Auxiliar Consejo de Estado.
19. Jaime Alberto Córdoba Ávila. Auxiliar Consejo de Estado.
20. María Teresa Barrios Rodríguez. Auxiliar Consejo de Estado.

### Empleados de las instalaciones
1. Luis Humberto García. Conductor.
2. José Eduardo Medina Garavito. Conductor.
3. Plácido Barrera Rincón. Conductor.
4. Jorge Tadeo Mayo Castro. Administrador del Palacio de Justicia.
5. Gerardo Díaz Arbeláez. Vigilante de COBISEC.
6. Carlota Sánchez de Monsalve. Ascensorista del Palacio de Justicia.

#### Empleados de la cafetería
1. Bernardo Beltrán Hernández. Bogotano, trabajaba como mesero. Sus restos fueron encontrados el 1 de septiembre de 2017 en Manizales en la tumba del magistrado auxiliar Jorge Alberto Echeverry Correa, quien pasó a ser desaparecido.[92][93]
2. Héctor Jaime Beltrán Fuentes. Oriundo de Sahagún, Córdoba, laboraba como mesero. Sus restos fueron encontrados el 2 de junio de 2017 en un cementerio de Barranquilla en la tumba que contenía los supuestos restos del magistrado auxiliar Julio César Andrade, quien pasó a ser desaparecido.[6][94]
3. Cristina del Pilar Guarín Cortés. Bogotana, licenciada en Historia y Geografía de la Universidad Pedagógica Nacional,[95] se desempeñaba como cajera. El 15 de julio de 1993, por primera vez, el Tribunal Administrativo de Cundinamarca, acogiendo una ponencia del magistrado Benjamín Herrera, aceptó que sí hubo desaparecidos en el Palacio de Justicia y condenó a los ministerios de Defensa y de Justicia como responsables por la desaparición de Guarín Cortés.[96] Sus restos fueron encontrados el 17 de octubre de 2015 en una fosa común.[97] Se conoció un video donde se la ve saliendo viva del Palacio, durante 30 años fue reportada como desaparecida y finalmente encontrada muerta.[98]
4. Luz Mary Portela León. El día de la toma reemplazaba a su madre en labores de la cocina. Sus restos fueron encontrados el 17 de octubre de 2015 en una fosa común.[97]
5. Ana Rosa Castiblanco. Realizaba oficios varios en la cocina. Se encontraba embarazada de siete meses al momento de la toma. Sus restos fueron hallados en una fosa común en el cementerio Sur de Bogotá en el 2000.[6] Un hijo de Castiblanco, Raúl Lozano Castiblanco, y un presunto testigo, Ricardo Gámez Mazuera, han insinuado que estaba embarazada al momento de la toma y dio a luz dentro del Palacio de Justicia.[96] Cuando fue evacuada, el parto se produjo en el camión por un suboficial que aprovechó la oportunidad de que no tenía hijos para quedarse con el bebé. Fue una decisión de cinco personas. El hijo de Castiblanco supuso que fue la misma mujer que después se llevaron a caballería. Según, el hijo el suboficial existe, tiene una casa que le fue dada por el Fondo Rotatorio del Ejército y tiene tres hijos.[99]

### Miembros de la Fuerza Pública
1. Capitán Héctor Aníbal Talero Cruz.
2. Radio operador Ricardo S.Sotomayor.
3. Teniente Sergio A. Villamizar Q.
4. Subteniente José R. Fonseca Villada.
5. Sargento Primero Jaime Benítez P.
6. Agente Jaime A. Portilla Franco.
7. Agente Jaime Rodríguez Vivas.
8. Agente Alcibiades Baquero Turriago.
9. Agente del DAS José Gerardo Malaver.
10. Agente del DAS Everardo Bermúdez García.
11. Agente del F2 Ramón León Ariza.
12. Agente del F2 Saúl Chavarría Salamanca.
13. Agente del F2 Libardo Durán. Escolta personal de Alfonso Reyes Echandía. En 1985, los familiares de Libardo Durán recibieron un cuerpo que supuestamente correspondía a él; sin embargo, en 2018 la Fiscalía estableció que los restos entregados hace 32 años eran de Noralba García y Alfonso Jacquin. Posteriormente, los restos de Durán fueron ubicados entre los cuerpos que se exhumaron en 1998 en una fosa común del cementerio del Sur, en Bogotá.[100][101]

### Guerrilleros
Algunos de los guerrilleros involucrados:
1. Luis Otero Cifuentes ("Lucho"). Antropólogo.
2. Andrés Almarales Manga. Abogado
3. Alfonso Jacquin Gutiérrez ("Aldo"). Abogado. Sus restos fueron identificados en 2018.[100]
4. Guillermo Elvencio Ruiz ("Chucho"). Compañero sentimental de Clara Elena Enciso, única sobreviviente de los guerrilleros.
5. Ariel Sánchez Gómez Sus restos fueron identificados en 2005 ("Pacho").[106]
6. Noralba García Trujillo (“Betty”). Enfermera. Sus restos fueron identificados en 2018.[100]
7. Diógenes Benavides Martinelli ("Esteban"). Guerrillero de nacionalidad panameña.[107][108]
8. Mónica Molina Beltrán ("Marcela"). Sus restos fueron identificados en 2014 junto a los de Carmen Garzón.[109][110]
9. Carmen Cristina Garzón Reyes ("Violeta"). Armada con una ametralladora y abundantes explosivos, repelió el acceso de los militares al cuarto piso (donde se encontraban los rehenes) desde las escaleras que comunicaban los pisos tercero y cuarto. Fue abatida con un disparo de tanque Cascavel después de que su resistencia acabara con la vida de varios militares. Sus restos fueron identificados en 2014 junto a los de Mónica Beltrán.[110]
10. Olga Gracia ("Patricia").
11. Josué Marín Peña ("Roque").
12. Fernando Rodríguez Sánchez (“Bernardo”).
13. Jesús Antonio Rueda Velasco ("Esteban").
14. Fabio Becerra Correa ("Mono" o "Carlos")
15. Humberto Lozada Valderrama (“Andrés”).
16. Jesús Antonio Carvajal Barrera (“Pedro”).
17. Ángela María Murillo (“Natalia”).
18. Constanza Molina ("Paula").
19. Nicolás Ortiz Foglia ("Adán").
20. Amalia Sosa Sierra (“Nohora”). Compañera sentimental de Orlando Chaparro Vélez.
21. Orlando Chaparro Vélez ("Fabio"). Compañero sentimental de Amalia Sosa Sierra.
22. Alberto Nicolás Erazo ("William"). Hermano de Fernando Erazo y padre de Carlos Erazo.
23. Fernando Erazo ("Salvador"). Hermano de Alberto Erazo.
24. Carlos Erazo ("Padre mío"). Hijo de Alberto Erazo.
25. Dora Jiménez.
26. Marcela Sosa.
27. Jimena Marcela Clavijo ("Pilar").
28. Libardo Parra.
29. Carlos Otero
30. William Almonacid Rodríguez ("Sebastián" u "Orlando"). En octubre de 2015 Noticias Caracol reveló un vídeo dónde se mostraba como Almonacid fue sacado con vida del Palacio de Justicia y escoltado hacia una camioneta por un soldado y apareció muerto dentro del Palacio mismo dos días después, lo que indica que aparte de Irma Franco y Clara Helena Enciso, hubieran salido combatientes del M-19 con vida y que habrían sido ejecutados extrajudicialmente.[111]
31. Dora Torres Sanabria ("Natalia").
32. “Diana”.
33. Blanca Inés Chavarro Rosso.
34. “Juan”.
35. "Lázaro".
36. Ricardo Mora González.
37. Elkin de Jesús Quiceno Acevedo ("César").
38. Enrique Giraldo Pineda.
39. Javier Ulpiano Varela Polanía ("Míchel" o "Miguel").
40. Francisco Vargas Soto.
41. Edison Zapata Vázquez ("Jorge"). En 2020 fue identificado su cuerpo y pudo ser sepultado para octubre de 2021 en Tuluá (Valle del Cauca).[112]
42. Héctor Arturo Loza Riveros.
43. Irma Franco ("Mariana"). Abogada.
44. Efraín Meneses
45. Edgar Fayad
46. Carlos Monje ("El mono Juan")
47. Arturo Almonacid Rodríguez.

Días después el M-19 se declaró sobre la operación, llamándola una masacre perpetrada por el gobierno, además de manifestar que el gobierno de Betancur no buscaba una solución al conflicto, solamente suprimir a los movimientos guerrilleros. En un comunicado lanzado el 20 de noviembre que cesarían de manera temporal su actividad en zonas urbanas, esto en solidaridad a las víctimas de la Toma del Palacio y la erupción del volcán Nevado del Ruiz.

### Otras víctimas
1. Gloria Anzola Mora de Lanao. Abogada, trabajaba a pocas cuadras del Palacio. Ingresó como visitante al parqueadero del Palacio de Justicia, pues su tía, Aydé Anzola, funcionaria del Consejo de Estado, le prestaba su parqueadero porque no tenía carro.[6] El 17 de septiembre de 2019 fue anunciado que sus restos habían sido identificados por Medicina Legal después de casi 34 años de estar desaparecida.[116]
2. Lucy Amparo Oviedo Bonilla de Arias. Oriunda del Tolima, llegó a la cafetería del Palacio de Justicia pues tenía una cita con el magistrado Alfonso Reyes Echandía para que le entregara una recomendación de trabajo. Sus restos fueron encontrados el 17 de octubre de 2015 en una fosa común luego de casi 30 años de considerarse desaparecida.[97]
3. Gustavo Ernesto Ramírez Riveros. Visitante del Palacio de Justicia.
4. Marina Isabel Ferrer. Visitante ocasional del Palacio de Justicia.
5. René Francisco Acuña Jiménez. Transeúnte, muere en la calle.

Otros sobrevivientes
1. Eduardo Matson
2. Yolanda Santodomingo

Ambos eran estudiantes de derecho de la Universidad Externado de Colombia. Acudieron al palacio de justicia a realizar una investigación cuando fueron sorprendidos por el asalto. Ambos logran escapar y se refugian en el segundo piso hasta ser rescatados por el ejército que los retuvo con el fin de torturarlos acusándoles de ser parte del M-19. Luego de días de torturas en la DIJIN y en el Batallón Charry Solano del ejército fueron puestos en libertad aunque amenazados de muerte si delataban las torturas.

### Desaparecidos
Aún sigue siendo un misterio el paradero de cuatro empleados de la cafetería, la guerrillera Irma Franco y, desde 2017, los magistrados Julio Andrade y Jorge Echeverry. Varios críticos han dicho que, según algunas declaraciones de dos expolicías de la época, los empleados de la cafetería fueron llevados a la Casa del Florero (edificio histórico aledaño al Palacio de Justicia, que sirvió temporalmente como base militar) y más tarde trasladados al Cantón Norte (conjunto de edificios públicos militares ubicado al norte de Bogotá), para ser interrogados, torturados y asesinados. Posteriormente, según dichas declaraciones, fueron enterrados en fosas comunes ubicadas al sur de Bogotá. El gobierno colombiano de entonces las rechazó, argumentando que los dos exoficiales de la policía tenían antecedentes penales.
El 14 de junio de 2007, Caracol Noticias difundió un video hallado durante un allanamiento a la casa del coronel Plazas Vega en el que aparentemente se observa cuando son evacuados con vida del Palacio de Justicia el administrador de la cafetería, Carlos Augusto Rodríguez, y la cajera Cristina del Pilar Guarín Rodríguez se encuentra desaparecido. Plazas fue arrestado el 16 de julio de 2007, acusado del delito de desaparición forzada agravada.
Los militares condenados por las desapariciones han sido: Edilberto Sánchez Rubiano, Óscar William Vásquez Rodríguez, Antonio Rubay Jiménez Gómez, Luis Fernando Nieto Velandia y Ferney Ulmardín Causayá Peña. Fueron sentenciados en 2021 a 40 años de cárcel por el Tribunal Superior de Bogotá al ser encontrados responsables de la desaparición de Irma Franco Pineda, Carlos Augusto Rodríguez Vera y Bernardo Beltrán Hernández.
1. Julio César Andrade Andrade. Era magistrado auxiliar del magistrado Dante Fiorillo. Su supuesto cadáver había sido sepultado en Barranquilla, de donde era oriundo, en 1985. Una verificación de los restos solicitada por su hija Diana Isabel Andrade en junio de 2017 reveló que correspondían a los del empleado de la cafetería Héctor Jaime Beltrán.[123]
2. Jorge Alberto Echeverry Correa. Magistrado auxiliar. Su supuesto cadáver había sido sepultado en Manizales. Una verificación de los restos en septiembre de 2017 reveló que correspondían a los del empleado de la cafetería Bernardo Beltrán.
3. Carlos Augusto Rodríguez Vera. Administrador de la cafetería.[6][124]
4. David Suspes Celis. Chef de la cafetería.[6]
5. Gloria Estela Lizarazo Figueroa. Encargada del autoservicio de la cafetería.[6]
6. Norma Constanza Esguerra Forero. Contratista proveedora de servicios de la cafetería.[6]
7. Irma Franco Pineda ("Mariana"). Guerrillera del M-19. Tras la retoma, Franco logró salir viva del Palacio de Justicia junto a la también guerrillera Clara Helena Enciso camuflándose entre rehenes liberados y fueron conducidas a la Casa del Florero, donde el Ejército identificaba a rehenes y coordinaba operaciones de retoma.[125][126] Enciso se desmayó cuando un militar identificó a Franco y se la llevó en dirección a la Casa del Florero. Enciso fue montada en una ambulancia y evacuada hacia el Hospital Militar, pero antes de llegar se despertó y logró convencer a los paramédicos de que la dejaran en su casa. Posteriormente logró huir a México.[125] En la Casa del Florero, Franco fue llevada al segundo piso donde la retuvieron hasta las 8:30 p. m. (UTC-5). Después fue llevada a las instalaciones del Comando Operativo de Inteligencia y Contrainteligencia (COICI), a cargo del coronel Iván Ramírez Quintero, en el barrio San Cristóbal. Franco fue torturada e interrogada dentro de una van de color café. Al final de la sesión se presume que la mataron o murió. El cuerpo de Franco fue enterrado en los polígonos del batallón Charry Solano.[126] Según un testigo no identificado, los responsables de la muerte de Franco fueron un sargento de apellidos Garzón Garzón, el capitán Camilo Pulecio Tovar, el teniente Germán Medina Lobo y los sargentos Gustavo Serrato y Gustavo Arévalo, los cuales habrían sido condecorados por dichas acciones el 8 de noviembre de 1985.[126][127]

### Comisión de la Verdad para el caso del Palacio de Justicia

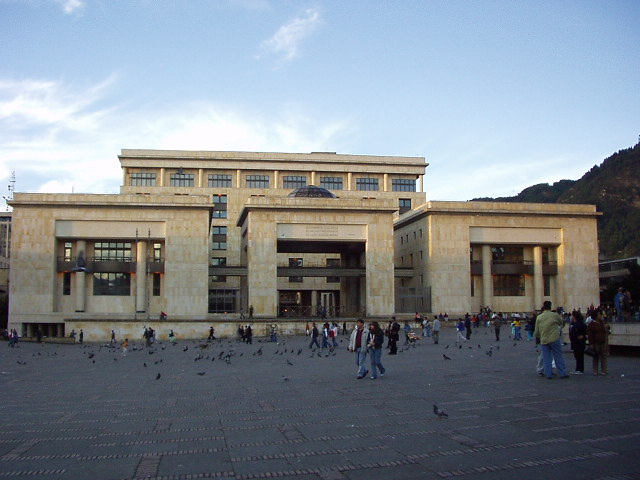
Las ruinas del Palacio permanecieron intactas durante cuatro años, hasta que fue reconstruido totalmente en 1990.

En 2005 se conformó la Comisión de la Verdad, integrada por los exmagistrados de la Corte Suprema de Justicia José Roberto Herrera, Jorge Aníbal Gómez y el magistrado de la Corte Constitucional, Nilson Pinilla. Tras un año de investigación, en noviembre de 2006 entregaron un informe en el que revelaron que, según versiones del sicario "Popeye", Pablo Escobar les había pagado dos millones de dólares a los guerrilleros del M-19 por la toma, a fin de presionar a los magistrados de la Sala Constitucional que debatían la aprobación de la extradición. La Comisión declaró responsables de la masacre al M-19, al presidente Betancur y al Ejército Nacional de Colombia
La Comisión también concluyó que el presidente de la época, Belisario Betancur "fue un simple espectador" de la situación y no logró intervenir directamente en la operación de retoma del palacio por parte del Ejército Nacional ni en los hechos posteriores, contradiciendo sus palabras dadas en su alocución en la noche de 7 de noviembre una vez terminada la retoma en la que asumía la responsabilidad de lo sucedido.
La Comisión de la Verdad consideró que la acción del Ejército Nacional fue desproporcionada y no buscó salvaguardar la vida de los rehenes.
Los resultados de las últimas investigaciones dejan grandes dudas sobre el origen del fuego en las instalaciones del Palacio de Justicia. Una hipótesis indica que fue un misil disparado por el Ejército Nacional el que inició el fuego, mientras que otra apunta a que el misil fue disparado para hacer un boquete en la pared por donde pudiera salir el humo causado por el incendio.

## Demandas al Estado y costos
En la actualidad aún sigue existiendo mucha incertidumbre sobre lo que ocurrió durante la toma y los desaparecidos. Con el paso de los años, el Estado ha tenido que realizar bastantes gastos no solo con lo que conllevó la reconstrucción del palacio, sino también por reparación a las víctimas y demandas que ha tenido que enfrentar ante la Corte Interamericana de Derechos Humanos (CIDH) por familiares de los desaparecidos. Se estima que en la reconstrucción del palacio se invirtieron alrededor de 100 millones $ de la época, las demandas en la CIDH suman alrededor de 50000 millones de pesos, lo que también ha conllevado un gasto en abogados de cerca de 1200 millones de pesos.

## La toma del palacio en las artes
- El documental La toma, de Miguel Salazar, narra los hechos 26 años después de que sucedieran.[130]
- Antes del fuego, película estrenada en 2015, narra los días previos a los hechos del 6 y 7 de noviembre de 1985.[131]
- Siempreviva, película estrenada en 2015 y basada en la obra de teatro de Miguel Torres estrenada en 1994, narra los hechos de la toma desde la perspectiva de las víctimas.[131]
- El documental 28 horas bajo fuego, de Adriana Villamarín y Juan Antonio Vanegas Mejía.[132]
- El episodio 17 de la serie Escobar, el patrón del mal narran estos hechos.
- En el episodio 4 de la serie Narcos, producida por Netflix, aparece este acontecimiento. El narrador dice que Pablo Escobar orquestó la toma para quemar todos los expedientes sobre narcotráfico.
- Episodio 13 de la temporada 1, en serie El General Naranjo, producida por FOX. En el capítulo se muestra una representación ficticia de los hechos sucedidos.[133]
- El podcast de Spotify Arcanos y Reyes de David Marín.[134]
- Los Once novela gráfica que narra la toma del palacio, los protagonistas toman la apariencia de animales antropomórficos.
- La Toma del Palacio de Justicia. Colección fotográfica de Viki Ospina. 1985. Dirección Distrital archivo de Bogotá.[135]
- En diciembre de 2021, se abrió la exposición "Huellas de desaparición" de la Comisión de la verdad, en el Museo de Arte Miguel Urrutia (MAMU) de Bogotá, donde se expone una reconstrucción en 3D de la toma y la retoma del Palacio.[136][137]
- En noviembre de 2023 fue creado el Centro de Memoria del Holocausto del Palacio de Justicia y del Derecho a la Vida.[138][139]